# Versorgungsschiff

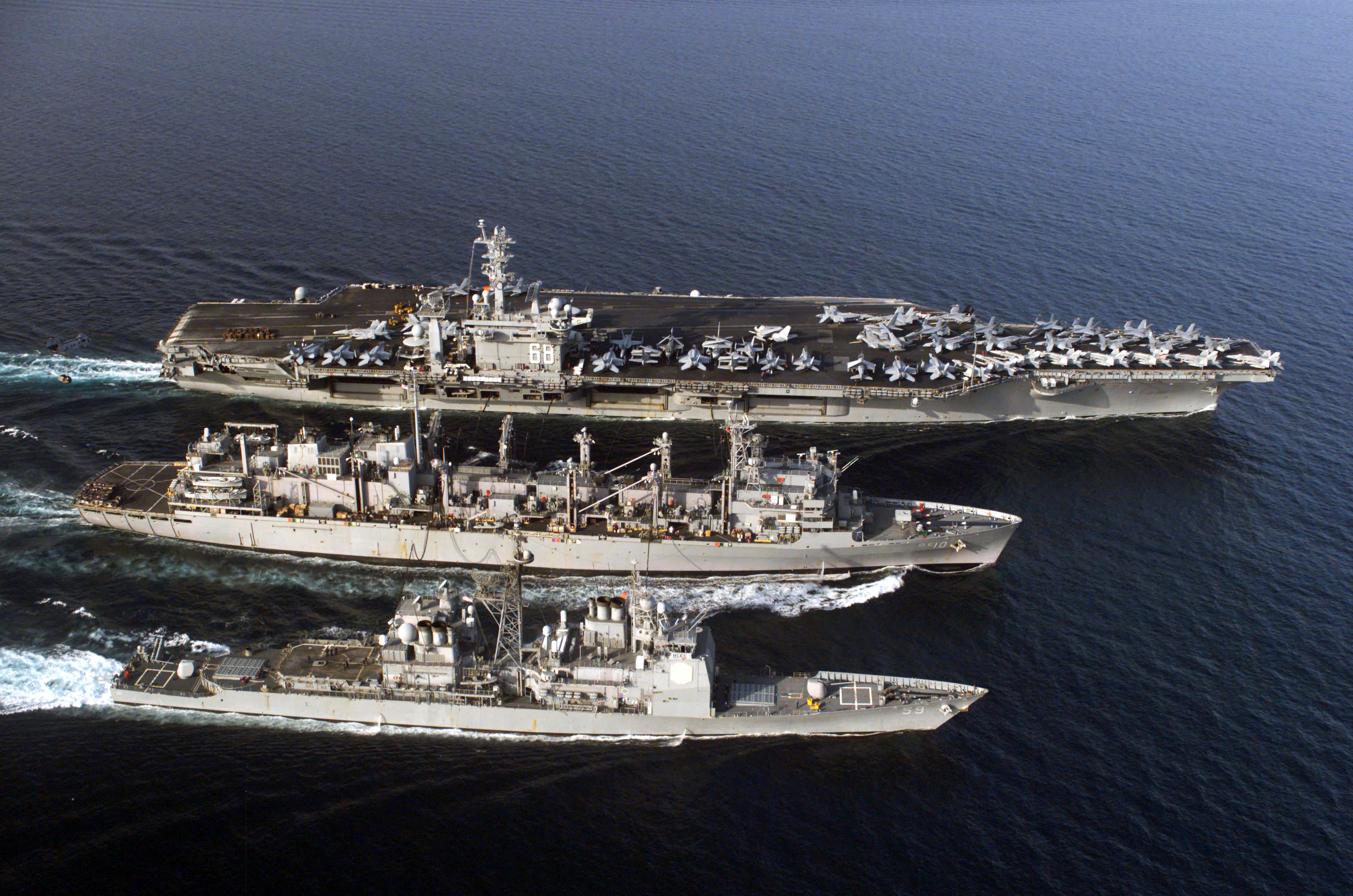
Ein Flottenversorger versorgt einen Flugzeugträger und einen Kreuzer mit Kraftstoff

Militärische Versorgungsschiffe sind Hilfsschiffe, die der Versorgung von Kriegsschiffen mit Brennstoffen, Proviant, Munition und anderen Gütern auf See, vor Anker oder im Hafen dienen. Ihre Aufgabe ist es, die Einsatzzeiten der Kriegsschiffe auf See und außerhalb ihrer Heimatbasis zu vergrößern. Ebenfalls zu den Versorgungsschiffen gehören  Trossschiffe, die Kampfeinheiten nicht unmittelbar im Einsatz unterstützen, sondern für die Folgeversorgung und -unterstützung eingesetzt werden. Dazu gehören unter anderem Materialtransporter, Betriebsstofftransporter und Werkstattschiffe. Sie liefern Versorgungsgüter an die Flottenversorger und Tender oder leisten größere Reparaturen außerhalb der eigentlichen Konfliktzone.

## Allgemeines
Versorgungsschiffe wurden bereits von der römischen Marine in der Antike genutzt, um Proviant und Soldaten zu transportieren. Im Laufe der Zeit hat sich eine Anzahl unterschiedlicher Typen von Versorgungsschiffen entwickelt. Haupttypen sind:
- Flottenversorger
- Tender
- Sonstige Hilfsschiffe und Transporter

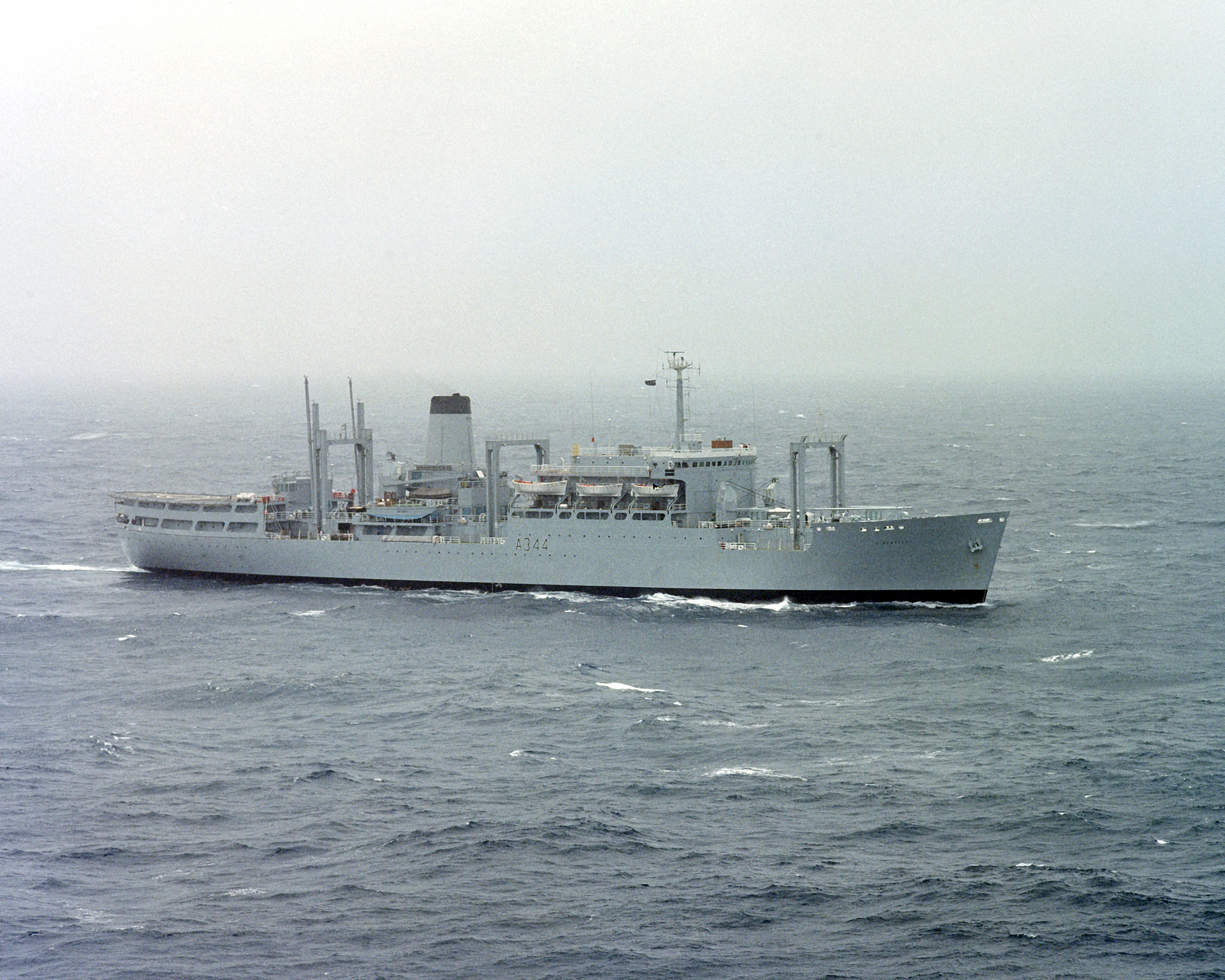
Der zivil besetzte britische Flottenversorger Stromness des Royal Fleet Auxiliary Service

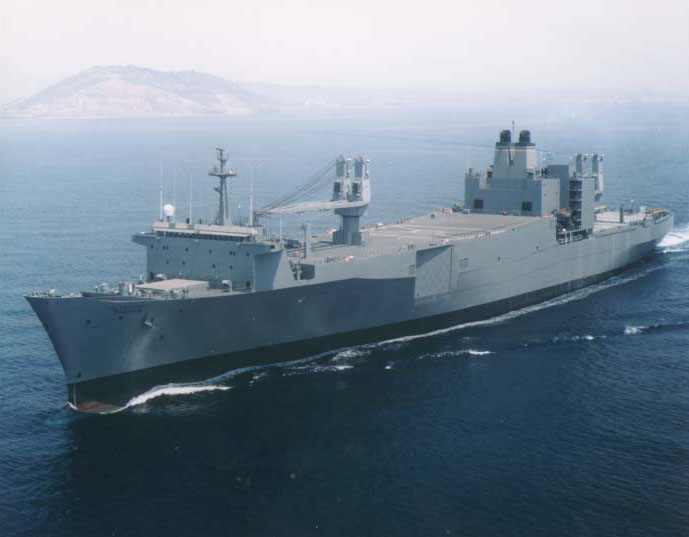
USNS Regulus – ein Fast Sealift Ship

Versorgungsschiffe sind meist nur leicht bewaffnet und werden entweder in einem Verband im Schutz von Kriegsschiffen oder in einem sicheren See- oder Küstengebiet eingesetzt. Sie können eine militärische oder zivile Besatzung haben. Ihre Eingliederung in die Marinen ist unterschiedlich. Die britische und die amerikanische Marine haben mit dem Royal Fleet Auxiliary Service beziehungsweise dem Military Sealift Command eigene Kommandos mit zivil besetzten Hilfsschiffen. Letzterem unterstellt sind auch eine Reihe von Trossschiffen, die auch der Unterstützung anderer Teilstreitkräfte dienen und als Prepositioning Ships bezeichnet werden. Zu solchen zählen die Fast Sealift Ships, die die weltweit schnellsten Transportschiffe sowohl ziviler als auch militärischer Bauart sind.
In der deutschen Marine unterstehen die Flottenversorger und sonstige Hilfsschiffe dem zur Einsatzflottille 2 gehörenden Trossgeschwader. Während die Einsatzgruppenversorger eine militärische Besatzung haben, sind die anderen Hilfsschiffe zivil besetzt. Die Tender gehören zu den Bootsgeschwadern der Einsatzflottille 1.
Vom englischen Begriff Auxiliary (= Unterstützung) abgeleitet, werden im NATO-Kennungssystem die Versorgungseinheiten mit dem Buchstaben „A“ klassifiziert, der den Anfang der Rumpfnummer bildet.

## Flottenversorger

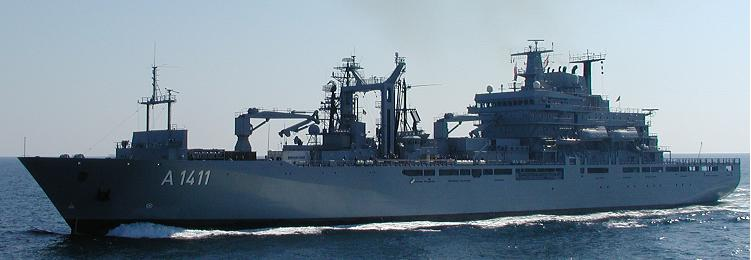
Einsatzgruppenversorger Berlin der deutschen Marine

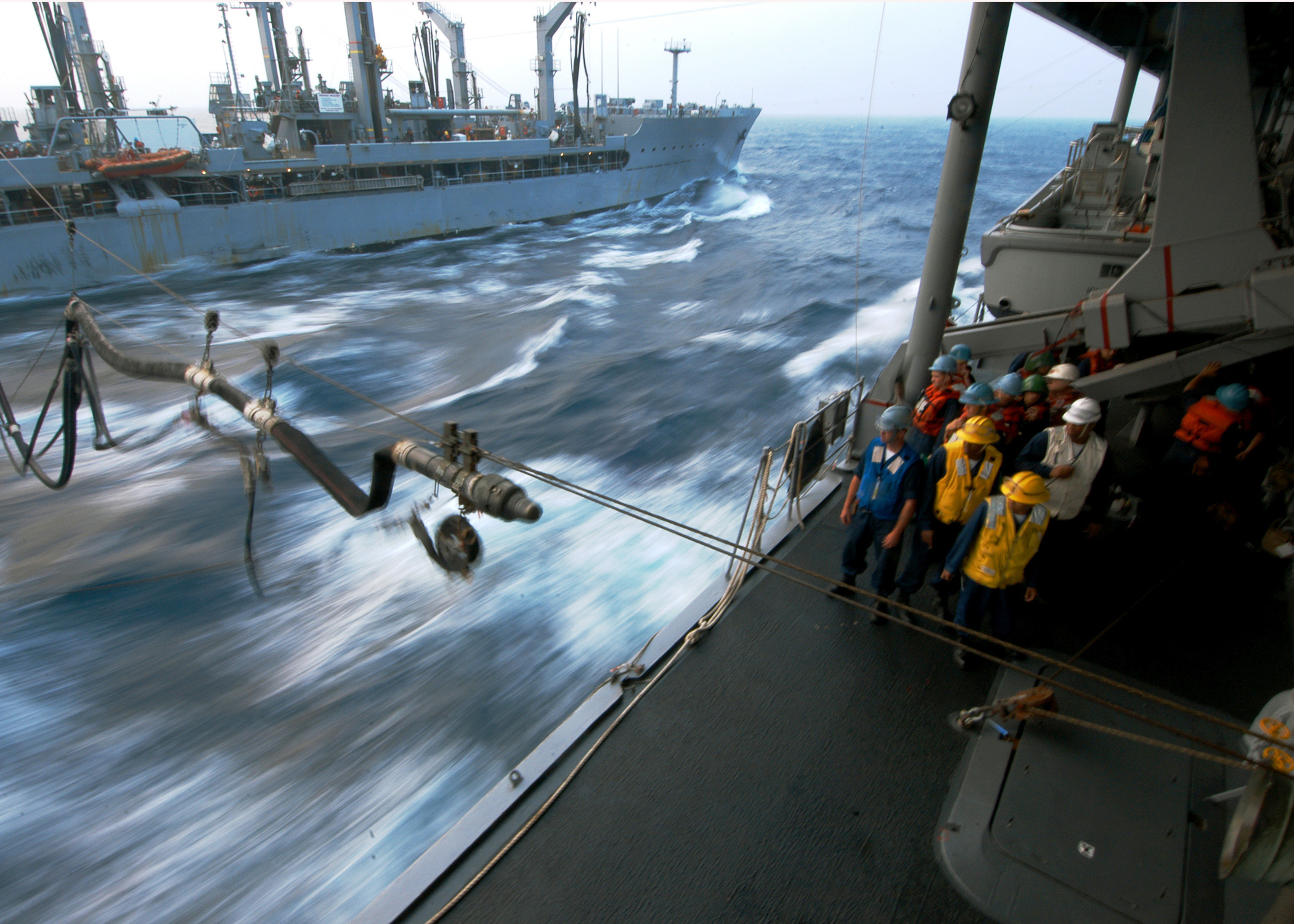
Übernahme eines Kraftstoffschlauchs

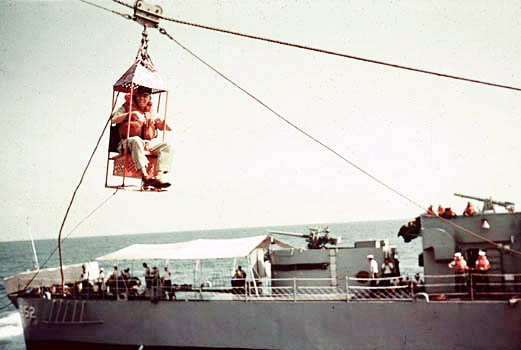
Personentransport in einem speziellen Korb

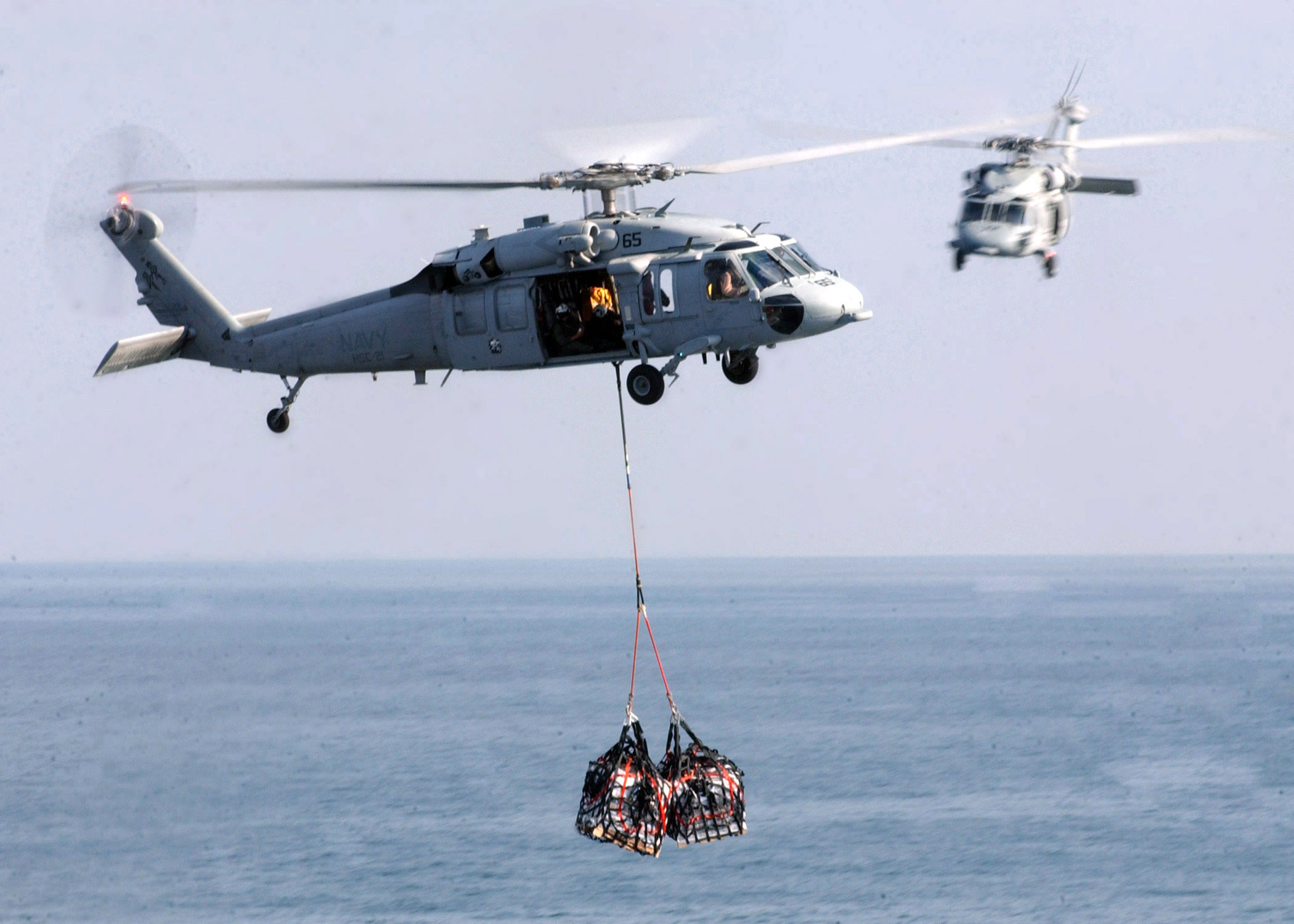
Ein SeaHawk der US Navy mit Außenlast

Flottenversorger dienen der Versorgung von Einsatzverbänden der Seestreitkräfte und sind in diese integriert. Sie verfügen über besondere Einrichtungen, um ihre Versorgungsgüter während der Fahrt auf See abgeben zu können. Meist geschieht das mit Hilfe eines Hochleinengeschirrs zu einem parallel laufenden Schiff (Querab-Versorgung). Auf diesem Wege können Kraftstoff- und Wasserschläuche übergeben werden. Außerdem ist es möglich, an einer Spanntrosse Paletten mit Stückgütern von Schiff zu Schiff zu übergeben. Mit einem leichten, von Hand bedienten Geschirr können auch Personen transportiert werden.
Eine weitere Möglichkeit besteht darin, einen Schlauch nachzuschleppen, an den die zu versorgenden Schiffe anlaufen können. Sie fischen das Schlauchende aus dem Wasser und nehmen es an Deck (Bug-Heck-Versorgung). Dieses Verfahren ist jedoch langsamer als die Querab-Versorgung und erlaubt keine Übergabe von Stückgut.
Alternativ dazu werden für den Stückgut- und Personentransport häufig Hubschrauber eingesetzt. Dabei werden die Paletten meist als Außenlast transportiert, die der Hubschrauber über dem Deck schwebend einhakt und ebenso auf dem Deck des belieferten Schiffes absetzt ohne dabei zu landen (Vertikalversorgung). Für diese Aufgabe führen die Versorgungsschiffe meist eigene Transporthubschrauber mit.
Zu den Flottenversorgern der Deutschen Marine gehören die Einsatzgruppenversorger (EGV) der Berlin-Klasse. Sie führen als besondere Unterstützungseinrichtung ein als Marine-Einsatzrettungszentrum (MERZ) bezeichnetes Lazarett mit, das in seiner Notfallausstattung etwa einem deutschen Kreiskrankenhaus entspricht.

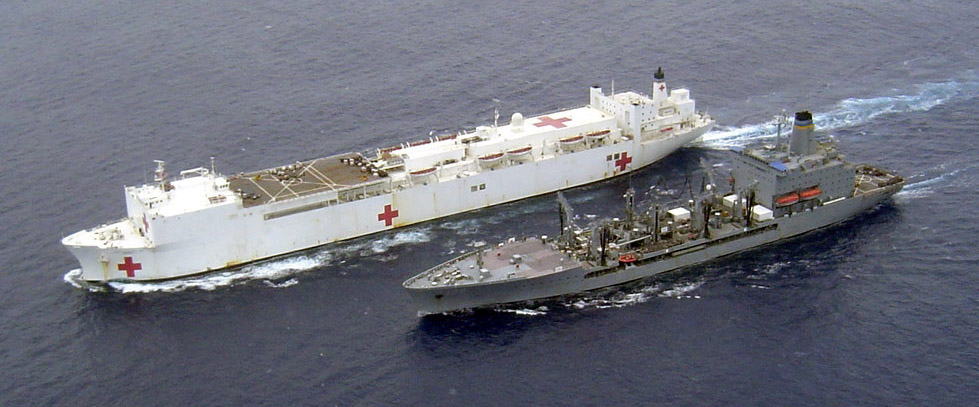
Betankung des Lazarettschiffs USS Mercy

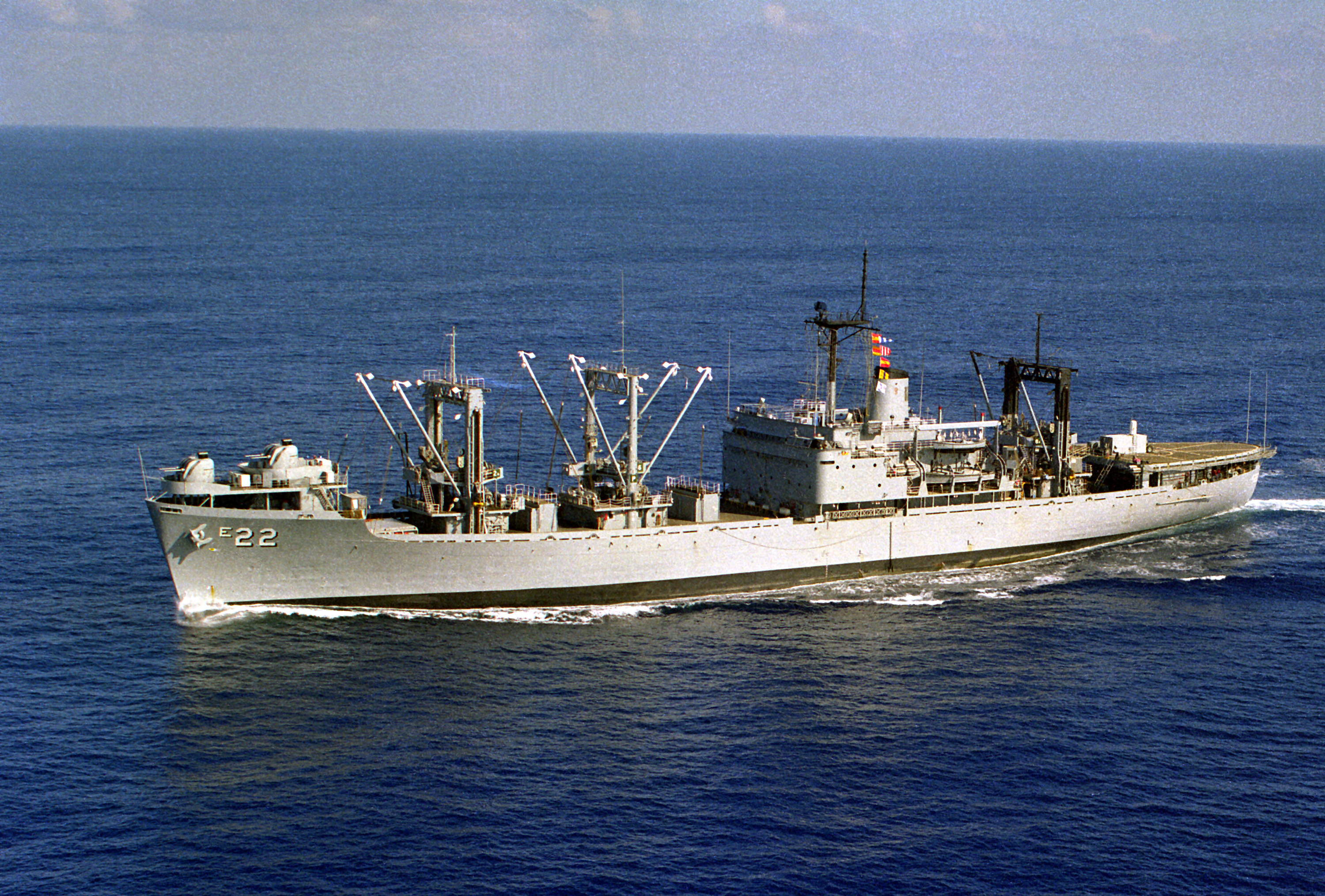
Munitionstransporter USS Mauna Kea

Besondere Typen von Flottenversorgern sind Flottentanker und Munitionstransporter.

### Flottentanker
Flottentanker sind Versorgungsschiffe, die ähnlich den Flottenversorgern als Teil von Kampfverbänden eingesetzt werden, jedoch nur flüssige Versorgungsgüter wie Betriebsstoffe und Betriebshilfsstoffe für Schiffe und Flugzeuge oder Wasser mitführen. Ihr Geschirr ist deshalb nur für die Abgabe von Flüssigkeiten eingerichtet und sie tragen meist keine Hubschrauber.

### Munitionstransporter
Munitionstransporter sind spezialisierte Flottenversorger, die darauf eingerichtet sind, große Mengen an Munition zu transportieren und auf See an andere Schiffe abzugeben. Weil heute der Einsatz von Präzisionsmunition an die Stelle des Masseneinsatzes von Munition getreten ist, kann die im Einsatz benötigte Munitionsmenge auch von allgemeinen Flottenversorgern mitgeführt werden, so dass der Bedarf an Munitionstransportern abnimmt und dieser spezialisierte Schiffstyp in Zukunft eine geringere Rolle spielen wird.

## Tender

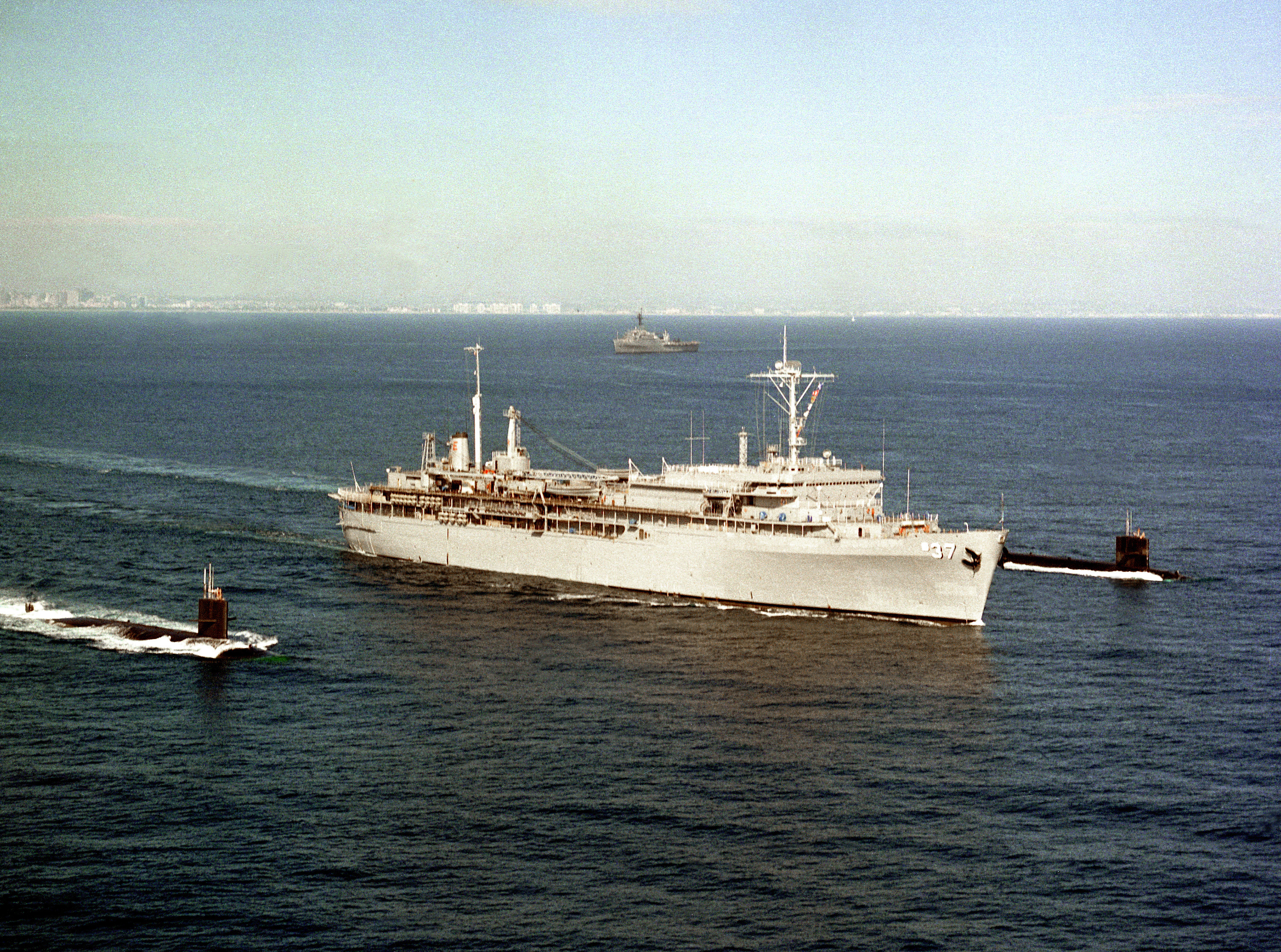
Der amerikanische U-Boot-Tender USS Dixon

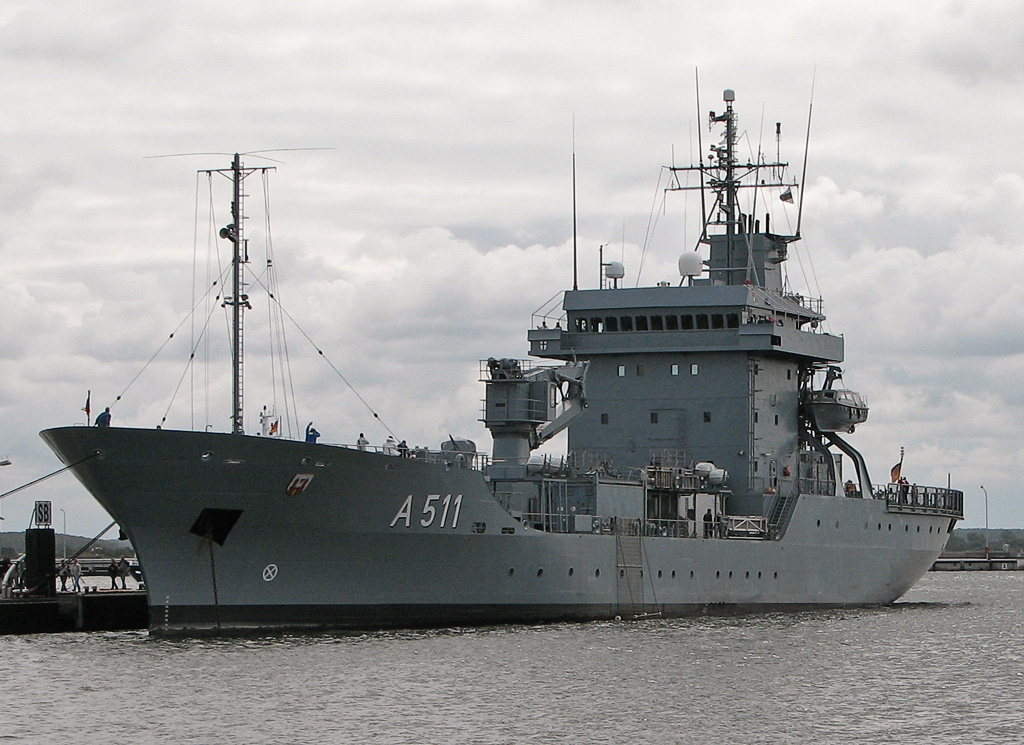
Der deutsche Klasse 404-Tender Elbe im Stützpunkt Hohe Düne in Warnemünde

Tender sind spezialisierte Unterstützungsschiffe für kleinere Schiffe und Boote. In der Vergangenheit gab es auch Seeflugzeugtender für Wasserflugzeuge. Tender führen neben Versorgungsgütern meist auch Werkstätten und Instandsetzungspersonal mit, stellen die medizinische Versorgung sicher und einige können einen Geschwaderstab aufnehmen. Sie dienen als schwimmende Basis für die von ihnen unterstützten Einheiten. Dafür halten sie sich entweder in einem Hafen in der Nähe des Einsatzgebiets auf oder nutzen einen Ankerplatz als vorgeschobenen Versorgungspunkt.
Die deutsche Marine benutzt bei Auslandseinsätzen von Schnellbooten und Minenabwehrfahrzeugen stets einen Tender als vorgeschobene Basis, der in einem geeigneten Hafen bereitliegt, so zum Beispiel in Dschibuti für die Operation Enduring Freedom oder in Limassol für UNIFIL.